# Johan Gustaf Gripensköld
Johan Gustaf Gripensköld, född 12 oktober 1723 i Malexanders församling, Östergötlands län, död 28 december 1791 i Malexanders församling, Östergötlands län, var en svenska ämbetsman.

## Biografi
Johan Gustaf Gripensköld föddes 1723 på Stjärnsand i Malexanders socken. Han var son till majoren Carl Gustaf Gripensköld och Maria Catharina Makeléer. Gripensköld blev 9 maj 1745 student vid Lunds universitet och avlade 1748 filosofie magisterexamen. Han blev 1750 docent i romersk vältalighet, 1751 extra ordinarie adjunkt i filosofi och 1752 adjunkt. Gripensköld fick 1758 lagmans titel och var från 1758 till 1766 lärare åt prins Fredrik Adolf. Han avled 1791 på Aspenäs i Malexanders socken.

### Familj
Gripensköld gifte sig 4 juli 1769 på Aspenäs med Eva Christina Kinninmundt (1731–1799), dotter till kaptenen Peter Bernt Kinninmundt och Eva Elisabet Du Rietz. Eva Christina Kinninmundt var änka efter kaptenen Johan Printzensköld.